# Jo Kanazawa
Jo Kanazawa (金沢 浄 Kanazawa Jo?), född 9 juli 1976 i Saitama prefektur, är en japansk fotbollsspelare.
Kanazawa började sin karriär 1999 i Júbilo Iwata. Med Júbilo Iwata vann han japanska ligan 1999 och 2002. 20031 flyttade han till FC Tokyo. Med FC Tokyo vann han japanska ligacupen 2004 och 2009. Han gick tillbaka till Júbilo Iwata 2009. Med Júbilo Iwata vann han japanska ligacupen 2010. 2014 flyttade han till Thespakusatsu Gunma. Han avslutade karriären 2014.